# Bowers Gifford and North Benfleet
Bowers Gifford and North Benfleet är en parish i Basildon i Storbritannien.   Den ligger i grevskapet Essex och riksdelen England, i den sydöstra delen av landet, 50 km öster om huvudstaden London. Orten har 1 936 invånare (2011).